# Pyemotes ventricosus
Pyemotes ventricosus är en spindeldjursart som först beskrevs av Newport 1850.  Pyemotes ventricosus ingår i släktet Pyemotes och familjen Pyemotidae. Inga underarter finns listade i Catalogue of Life.